# 高関優
高関 優（たかせき ゆう、1981年5月18日 - ）は、吉本新喜劇に所属する日本の舞台芸人である。
和歌山県和歌山市出身でよしもとクリエイティブ・エージェンシー所属。

## 来歴・人物
- 2013年、吉本新喜劇の第7個目金の卵オーディションを受け合格し入団。
- 野球が得意であり、小学生から高校時代まで野球をしていた[1]。その経験を生かし、今別府直之が監督を務める新喜劇草野球チーム「今別府JAPAN」の選手としても活動している。

## 出演番組
- よしもと新喜劇（毎日放送）